# ألكسندر ماكلين
ألكسندر هيبورن ماكلين (1889- 21 مارس 1967) طبيب بريطاني كان أحد الجراحين في بعثة السير إرنست شاكلتون الإمبراطورية العابرة للقارة القطبية الجنوبية من 1914-1917. في 1921-1922، انضم إلى بعثة شاكلتون-رويت على متن كويست، عندما ظهر إعلان السير إرنست شاكلتون في الصحف، سجل ماكلين بالبعثة، كما سبق له آن كان جراحًا على متن العديد من السفن سابقًا. كان أيضًا مدربًا للكلاب في رحلة شاكلتون.